# Ферково (Островский район)
Ферково — деревня в Шиковской волости Островского района Псковской области.
Расположена в 39 км к востоку от города Острова и в 1 км к юго-западу от волостного центра, деревни Шики.
Численность населения деревни по состоянию на 2000 год составляла 4 человек.